# Čerdynskij rajon
Il Čerdynskij rajon (in russo Чердынский район?) è un municipal'nyj rajon (муниципальный округ) del Territorio di Perm', in Russia; il centro amministrativo è il villaggio di Čerdyn'.